# فرودگاه صحرایی ارتشی بوچولز
فرودگاه صحرایی ارتشی بوچولز (به انگلیسی: Bucholz Army Airfield) یک فرودگاه نظامی با کد یاتا KWA است که یک باند فرود آسفالت دارد و طول باند آن ۲۰۳۲ متر است. این فرودگاه در شهر کواجالین کشور جزایر مارشال قرار دارد و در ارتفاع ۳ متر بالاتر از سطح دریا واقع شده‌است.

## شرکت‌های هواپیمایی و مقصدهای پروازی
| شرکت‌های هواپیمایی        | مقصدهای پروازی |
| ------------------------ | --- |
| ال‌ای‌ام موزامبیک ایرلاینز | ایروک، آب‌سنگ بیکینی، الناک، صحرایی انویوتاک اگزیلیری، جهی، Lae، لیکیپ، مجکین، اس جزیره مارشال، رانجلپ، اوجائی، وویا، ووتو |
| یونایتد ایرلاینز         | چوک، انتونیو بی وان پت، بین الملی هونولولو، کوسرای، Pohnpei، اس جزیره مارشال                                              |